# W. Marvin Watson
Pour les articles homonymes, voir William Watson et Watson.
William Marvin Watson, né le 6 juin 1924 à Oakhurst (Texas) et mort le 26 novembre 2017 à The Woodlands (Texas), est un homme politique américain.
Membre du Parti démocrate, il est le chef de cabinet de la Maison-Blanche entre 1963 et 1968 puis Postmaster General des États-Unis entre 1968 et 1969 dans l'administration du président Lyndon B. Johnson.

## Biographie

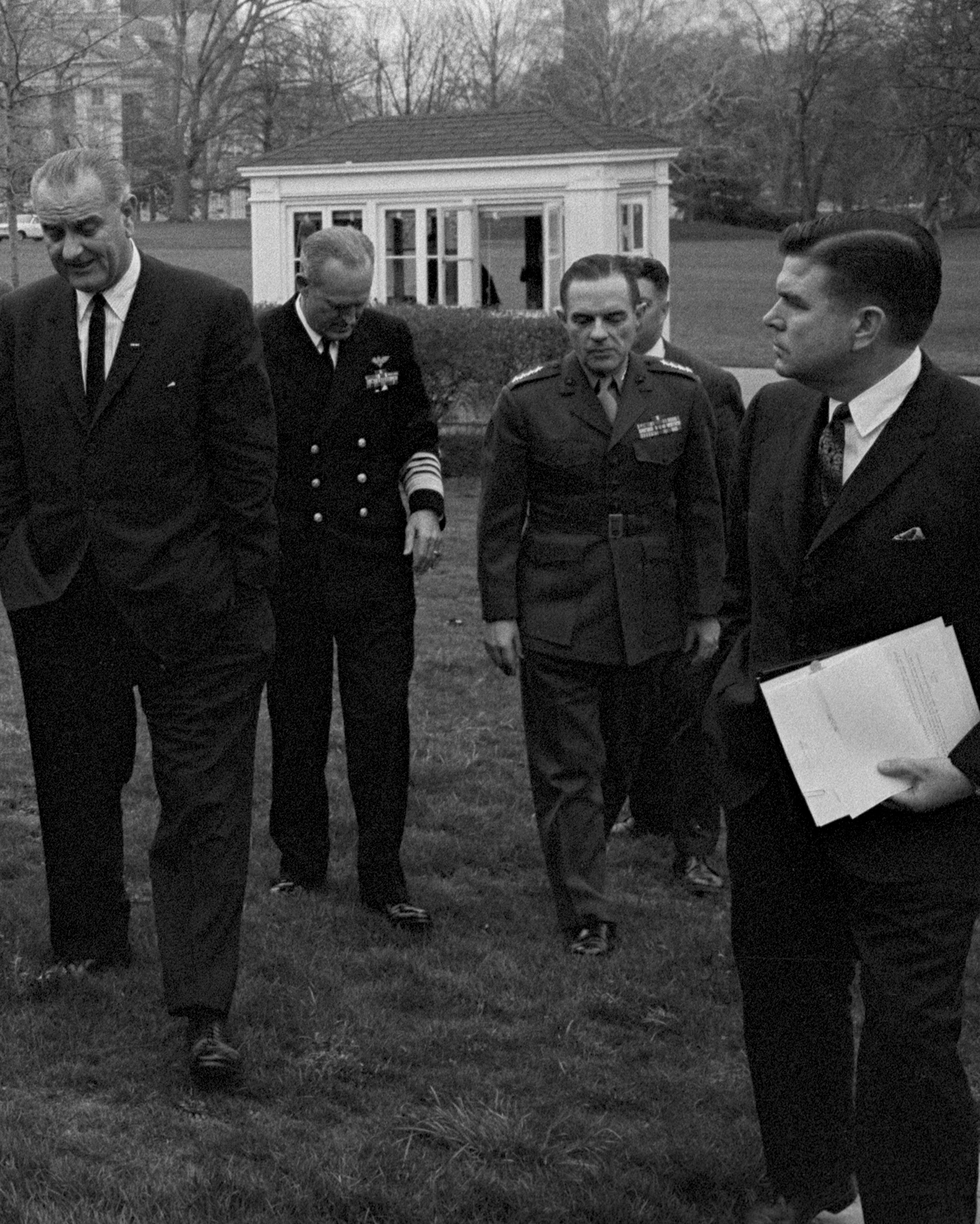
W. Marvin Watson (à droite) avec le président Lyndon B. Johnson (à gauche) en 1965.

## Ouvrage
- (en) Chief of Staff: Lyndon Johnson and His Presidency, W. Marvin Watson & Sherwin Markman, Thomas Dunne Books, 2004.  (ISBN 0-312-28504-3).